# Mamidikuduru

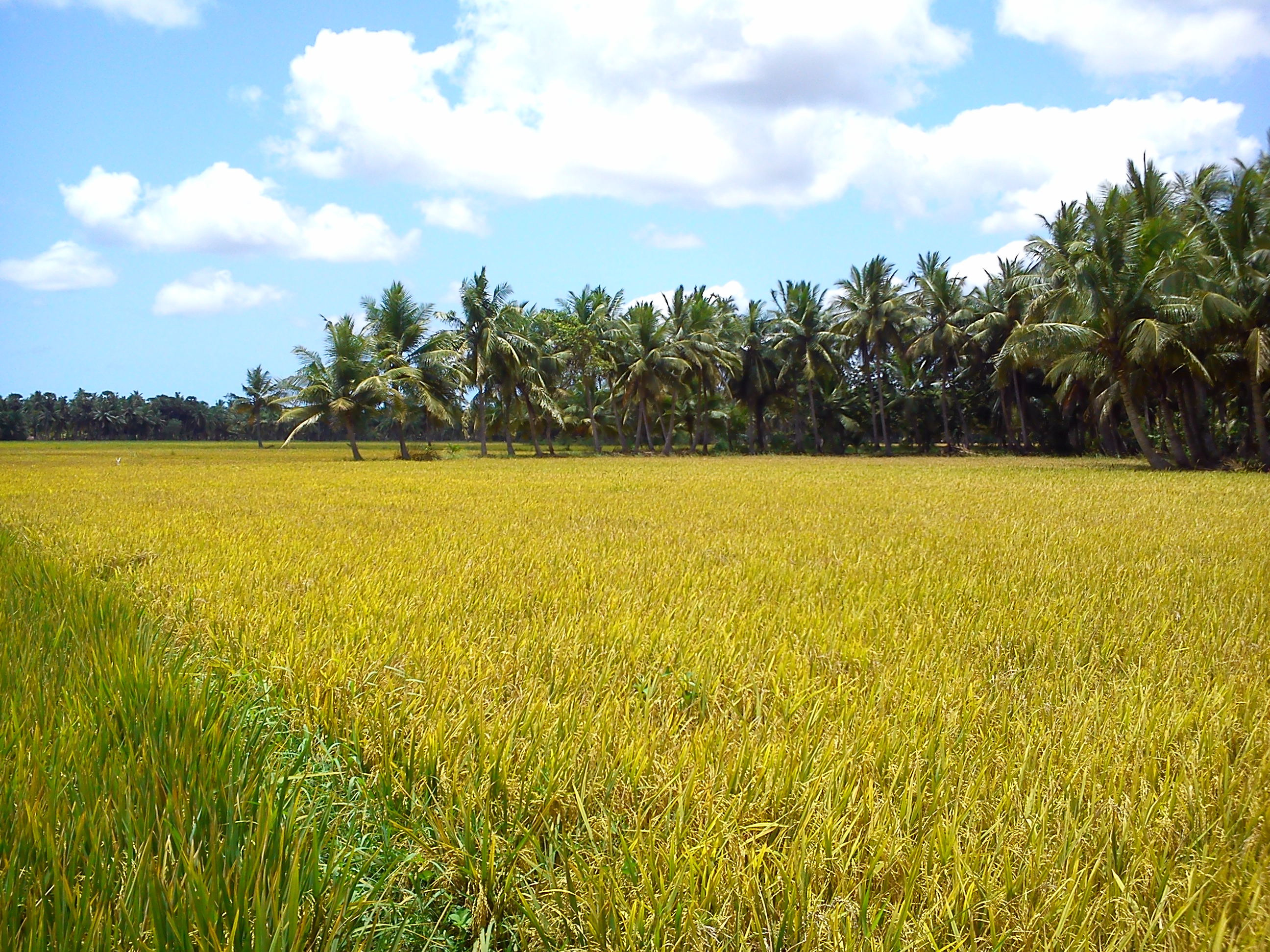
Paddy Fields in Mamidikuduru

Mamidi-kud-uru là một mandal thuộc huyện East Godavari, bang Andhra Pradesh, Ấn Độ.